# Campherchinon
Campherchinon ist eine chemische Verbindung aus der Gruppe der Campherderivate und der meistgenutzte Photoinitiator für medizinische Anwendungen. Campherchinon und ein Amin als Coinitiator werden zur Härtung von Dentalkompositen verwendet.
Campherchinon ist auf die Verwendung von blauem LED-Licht (440–480 nm) abgestimmt. Ein alternativer Photoinitiator ist Bis-4-(methoxybenzoyl)diethylgermanium (Ivocerin).